# هايني ستافورد
هايني ستافورد هو لاعب كرة قاعدة وسياسي أمريكي، ولد في 1 نوفمبر 1891 في أورلينس في الولايات المتحدة، وتوفي في 29 يناير 1972 في ليك وورث في الولايات المتحدة. انتخب عضو مجلس نواب فيرمونت ‏.

## وصلات خارجية
- هايني ستافورد على موقعبيزبول رفرنس.كوم (الدوري الرئيسي) (الإنجليزية)
- هايني ستافورد على موقعبيزبول رفرنس.كوم (الدوري الثانوي) (الإنجليزية)